# Зимние Олимпийские игры 1972
XI зимние Олимпийские игры проводились в городе Саппоро (Япония), который получил это право в 1966 году, выиграв у канадского Банфа, финского Лахти и американского Солт-Лейк-Сити. Это были первые зимние Олимпийские игры за пределами западной Европы и США и четвёртые игры вообще за пределами этих регионов (после Мельбурна 1956, Токио 1964 и Мехико 1968).
Изначально в Саппоро должны были проводиться зимние Олимпийские игры 1940 года, но Япония отказалась от участия в них после начала японо-китайской войны в 1937 году. Позднее Игры 1940 года были отменены из-за Второй мировой войны. Все города, получившие право на проведение Игр, которые были отменены из-за войны, впоследствии принимали их у себя (Лондон, Токио, Хельсинки, Саппоро и Кортина д'Ампеццо).
Соревнования проводились в олимпийском центре «Макоманаи», где находились Олимпийская деревня, соревновались конькобежцы, лыжники-гонщики, биатлонисты, хоккеисты и фигуристы, и на близлежащих горах Тэйнэ (бобслей, горнолыжный и санный спорт) и Энива (скоростной спуск). Всего на подготовку к играм было потрачено более 550 млн долларов. Одной из целей Олимпиады было показать изменения, произошедшие в стране за послевоенные десятилетия, поэтому на неё было аккредитовано около 4 тыс. журналистов.
Наибольшее число медалей на этой Олимпиаде (по три золотых) завоевали голландский конькобежец Ард Схенк в забегах на дистанции 1500, 5000 и 10 000 м и советская лыжница Галина Кулакова — в гонках на 5 и 10 км, а также в эстафете. Одной из сенсаций стали японские прыгуны с 70-метрового трамплина: Юкио Касая, Акицугу Конно, Сэйдзи Аоти забрали все три медали в своём виде спорта.
По общему числу медалей первое место уверенно заняла команда СССР, а вторыми неожиданно стали спортсмены ГДР, которые только второй раз выступали самостоятельной командой.

## Страны-участники
- Аргентина
- Австралия
- Австрия
- Бельгия
- Болгария
- Канада
- Китайская Республика
- Чехословакия
- ГДР
- Финляндия
- Франция
- Великобритания
- Греция
- Венгрия
- Италия
- Иран
- Япония
- Республика Корея
- КНДР
- Ливан
- Лихтенштейн
- Монголия
- Нидерланды
- Новая Зеландия
- Норвегия
- Филиппины
- Польша
- Румыния
- Испания
- Швеция
- Швейцария
- США
- СССР
- ФРГ
- Югославия

## Призёры соревнований

### По странам
| Общее количество медалей |              |        |         |        |       |
| №                        | Страна       | Золото | Серебро | Бронза | Всего |
| 1                        | СССР         | 8      | 5       | 3      | 16    |
| 2                        | ГДР          | 4      | 3       | 7      | 14    |
| 3                        | Швейцария    | 4      | 3       | 3      | 10    |
| 4                        | Нидерланды   | 4      | 3       | 2      | 9     |
| 5                        | США          | 3      | 2       | 3      | 8     |
| 6                        | ФРГ          | 3      | 1       | 1      | 5     |
| 7                        | Норвегия     | 2      | 5       | 5      | 12    |
| 8                        | Италия       | 2      | 2       | 1      | 5     |
| 9                        | Австрия      | 1      | 2       | 2      | 5     |
| 10                       | Швеция       | 1      | 1       | 2      | 4     |
| 11                       | Япония       | 1      | 1       | 1      | 3     |
| 12                       | Чехословакия | 1      | 0       | 2      | 3     |
| 13                       | Польша       | 1      | 0       | 0      | 1     |
| 14                       | Испания      | 1      | 0       | 0      | 1     |
| 15                       | Финляндия    | 0      | 4       | 1      | 5     |
| 16                       | Франция      | 0      | 1       | 2      | 3     |
| 17                       | Канада       | 0      | 1       | 0      | 1     |
|                          | Всего        | 36     | 34      | 35     | 105   |

## Олимпиада в филателии
- Почтовые марки СССР, 1972 год
- Конькобежный спорт
- Фигурное катание
- Хоккей
- Прыжки с трамплина
- Лыжный спорт